# Türkenoper

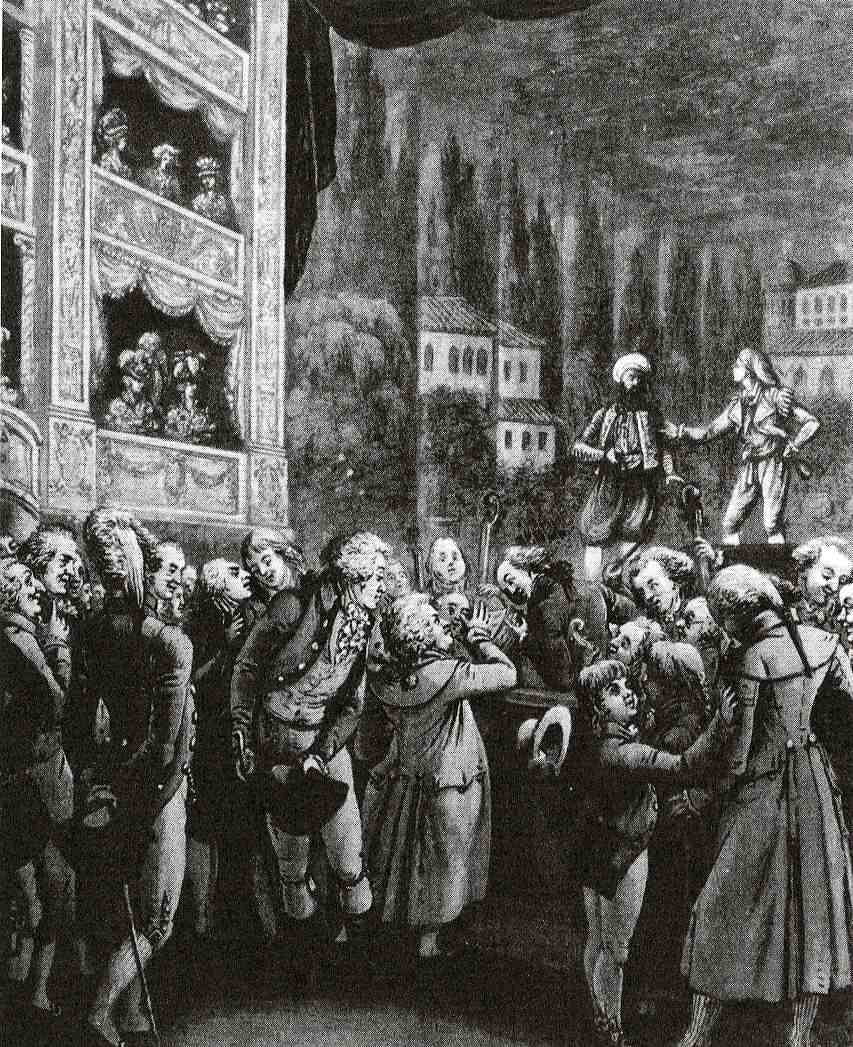
Eine Berliner Aufführung von Mozarts Entführung aus dem Serail im Jahr 1789

Die Türkenoper war ein beliebtes Operngenre hauptsächlich im 18. Jahrhundert, mit dem orientalisches Lokalkolorit auf europäische Bühnen gebracht wurde. Das osmanische Reich unter türkischer Führung umschloss Europa im Süden und Osten, daher wurde das Türkische ohne weitere Differenzierung als Inbegriff des lockenden und bedrohlichen Fremden wahrgenommen, ohne zwischen Türken, Arabern, Persern oder Nordafrikanern zu unterscheiden.
Die Türkenoper geht aus dem „türkischen Trauerspiel“ hervor, einem verbreiteten Genre des Barockdramas, das im 18. Jahrhundert im Rahmen der Aufklärung zunehmend mit dem Themenkreis der Toleranz und Völkerverständigung verbunden wird.

## Einflüsse
Musikalisch war die Türkenoper inspiriert von der Janitscharenmusik, der Militärmusik der Osmanen. Sie war die einzige türkische Musik, die bis zum 19. Jahrhundert im Westen bekannt war. Jean-Baptiste Lully ließ sich für seine Bühnenmusik zu Der Bürger als Edelmann (1673) von einer Janitscharenkapelle inspirieren, die mit einer Gesandtschaft nach Paris gekommen war. Nach der Zweiten Wiener Türkenbelagerung 1683 war eine Janitscharenkapelle gefangen genommen worden. Ihr Klang mit der Kombination von Becken, Triangel, Schellen und Piccoloflöte wirkte grob und lärmend, auf manche Zeitgenossen auch fröhlich, und war leicht wiederzuerkennen.
Was die Stoffe der Libretti betraf, profitierte die Türkenoper von zahlreichen Romanen und Reiseberichten, die im 18. Jahrhundert veröffentlicht wurden. Die ältere Türkenoper gehörte zu den höfischen Opern, spielte also unter Adligen, was die Möglichkeit gab, Lokalpolitik im Gewand des Exotismus zu thematisieren. In der Art der Opera seria hatte sie eine Herrscherfigur als Mittelpunkt, in der Regel war dies ein Sultan. Die beliebtesten Hauptfiguren waren Suleiman der Prächtige, Mehmed II. und Bayezid I.

## Beispiele
Damals galt noch der Operntext als Hauptwerk und nicht seine musikalische Einkleidung: Ein überaus häufig vertontes Libretto war Tamerlano von Agostino Piovene, das zum Beispiel Georg Friedrich Händel 1724 für London komponierte (→ Tamerlano (Händel)). Johann Adolf Hasses Solimano (1753) präsentierte bei seiner Dresdner Uraufführung prunkvolle türkische Kostüme sowie Elefanten auf der Bühne. Das Libretto dieser Oper, Solimano von Giovanni Ambrogio Migliavacca, wurde auch von vielen anderen Komponisten vertont, in einer veränderten Fassung 1757 als Solimano von Davide Perez. Diese Art italienische Oper verband die Adelshöfe zwischen Dresden und Lissabon. Die Türkenoper um die Mitte des 18. Jahrhunderts diente noch der Selbstinszenierung der lokalen Herrscher.
Ab den 1770er-Jahren wird sie von Opern im Semiseria-Bereich abgelöst, also von Stücken, die auch bürgerliche Figuren als Helden haben und bei denen sich Dialoge und gesungene Passagen mischen (Opéra comique, Singspiel). In diesem Zusammenhang wird die politische Thematik der älteren Türkenoper durch private, zwischenmenschliche Themen ersetzt. Der türkische Harem wurde damit zum größten Anziehungspunkt der fremden Kultur. Oft geht es um die Entführung von Frauen aus dem Serail des Sultans, womit sich eine Verwandtschaft zum Genre der Rettungsoper etabliert. Am bekanntesten ist Mozarts Oper Die Entführung aus dem Serail (1782), die aber im Zusammenhang mit vielen gleichartigen Stücken jener Zeit steht, zu denen etwa auch das Gemeinschaftswerk Der wohltätige Derwisch (1791) von Benedikt Schack, Franz Xaver Gerl und Johann Baptist Henneberg gehört.
Mit Angelo Anellis L’italiana in Algeri, vertont von Luigi Mosca 1808 und von Gioachino Rossini 1813 (Die Italienerin in Algier) wechselt die Türkenoper ins Genre der Opera buffa und bleibt im 19. Jahrhundert meist mit dem Possenhaften verbunden. Das Ausstattungsstück bis hin zur US-amerikanischen Extravaganza hat in der Türkenoper seine Ursprünge.